# 卡萊爾 (密西西比州)
卡萊爾（英語：Carlisle）是位於美國密西西比州克萊本縣的非建制地區。

## 歷史
卡萊爾的郵局自1884年營運至今。當地曾擁有一部軋棉機、一所學校、兩家雜貨店。

## 地理
卡萊爾所處的海拔為高於海平面37米（即121英呎），而該地所採用的時區為UTC-6，即北美中部時區（CST）。同時該地設有夏令時間，為UTC-6調快一小時，即UTC-5（CDT）。